# Giuliano (opera)
Giuliano è un'opera di Riccardo Zandonai su libretto di Arturo Rossato. Fu rappresentata per la prima volta al Teatro San Carlo di Napoli il 4 febbraio 1928.
Gli interpreti della prima rappresentazione furono:
| Personaggio         | Interprete         |
| ------------------- | ------------------ |
| Giuliano            | Franco Lo Giudice  |
| Reginella           | Maria Laurenti     |
| Il padre            | Dante Perrone      |
| La madre            | Tamara Beltacchi   |
| Il messaggero       | Salvatore Papaccio |
| Un altro messaggero | Enrico Pignataro   |
| La fanciulla        | Maria Carbone      |
| L'ignoto            | Alfredo Auchner    |
| L'arciere           | Dante Perrone      |
| La fantesca         | Agnese Porter      |
| Il crocifero        | Piero Girardi      |
| Il soldato          | Alessio Soley      |

L'orchestra era diretta dallo stesso Zandonai.

## Trama
L'azione ha luogo in un tempo lontano.